# Palmiarnia Parku Oliwskiego
Palmiarnia w Parku Oliwskim – zabytkowa palmiarnia w gdańskim parku Oliwskim.

## Historia

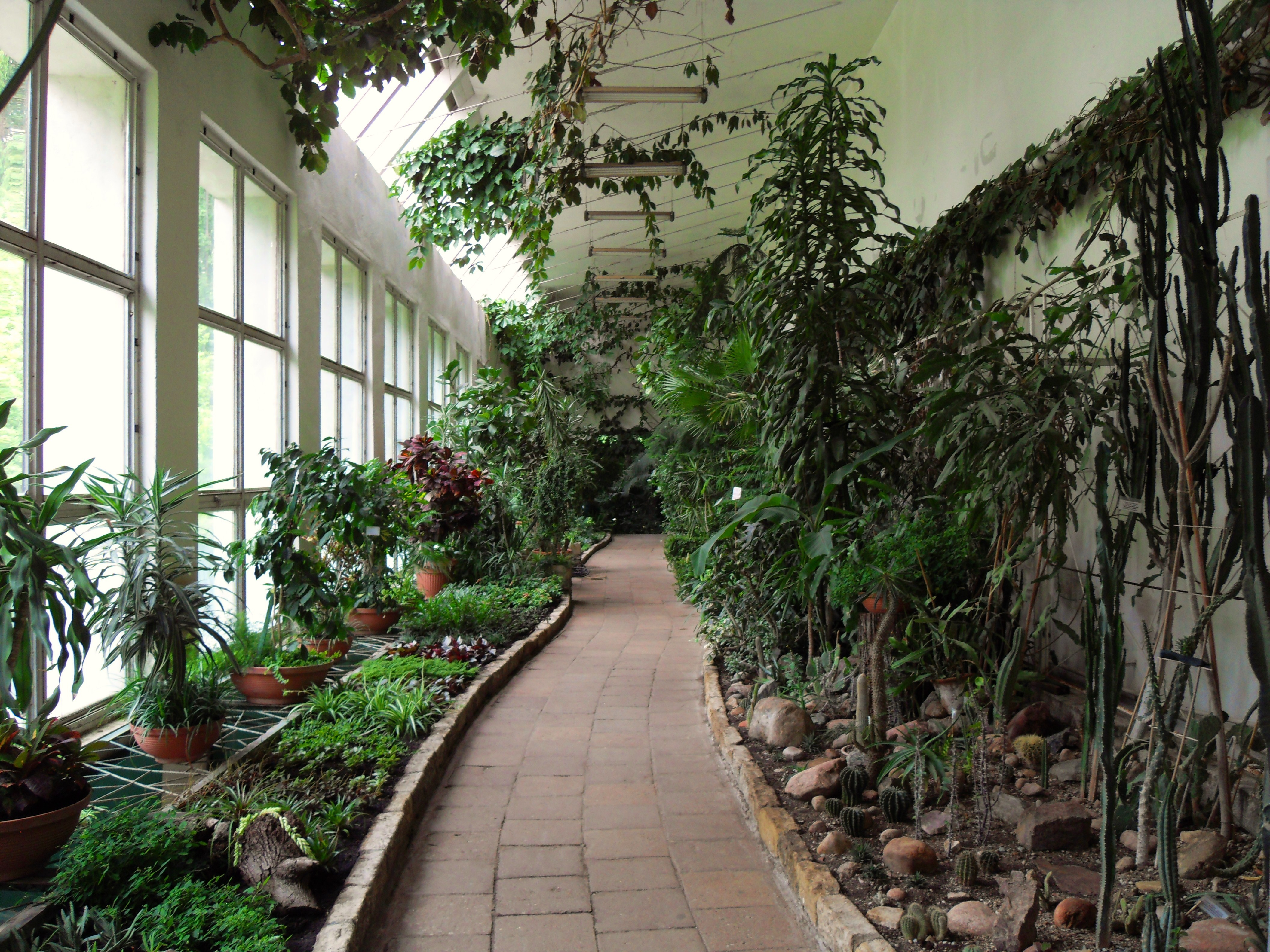
Wnętrze części starej palmiarni

Powstała w drugiej połowie XVIII w. jako klasztorny ogród zimowy skupiający egzotyczne rośliny. Stanowiła element kompozycyjny parku. Znajduje się niedaleko jego głównej drogi, na południowy wschód od pałacu opackiego.
W XIX w., w latach 50. i w 1984 dokonywano jej rozbudowy, w wyniku której zabudowania palmiarni składały się ze wschodniego parterowego, murowanego budynku na planie prostokąta (przeszklonego od południa) i części zachodniej, której współczesna, cylindryczna forma powstała w 1954. Szklana kopuła sięgała wysokości 15 m. W środku można obserwować w warunkach zbliżonych do naturalnych palmy, bananowce, araukarie, filodendrony, kaktusy, aloesy, agawy, opuncje, fikusy, storczyki, sagowce i inne. Oliwski daktylowiec miał w chwili ścięcia 180 lat, był najstarszym sztucznie hodowanym okazem tego gatunku w Europie i jedynym takim drzewem w Polsce. Jako element zespołu pocysterskiego palmiarnia została wpisana w 1971 do rejestru zabytków.
We wrześniu 2017 dotychczasowa konstrukcja palmiarni została rozebrana, a w jej miejscu przewidziano nowy, wyższy obiekt, uwzględniający ówczesną wysokość daktylowca (17 m), który w 2013 naruszył konstrukcję dachu (koszt inwestycji 8,7 mln zł). Nowa konstrukcja palmiarni ma formę cylindrycznej, szklanej, automatycznie otwieranej rotundy o wysokości 24 m i szerokości 17 m. Obiekt dostosowany został również dla osób niepełnosprawnych, a jego kubatura wynosi 4,4 tys. metrów sześciennych. Kolejne terminy zakończenia prac – listopad 2017, styczeń i czerwiec 2018 – nie zostały dotrzymane, oficjalnie z powodu znacznie większych od przewidywanych rozmiarów fundamentu rozbieranej konstrukcji. Faktycznie jednak o opóźnieniu zdecydowała nieumiejętność opanowania przez wykonawcę skomplikowanej technologii oszklenia 24-metrowego pawilonu, w wyniku czego w lipcu 2019 za porozumieniem stron odszedł on z placu budowy. W rezultacie zakończenie prac nastąpiło we wrześniu 2020. Jednocześnie w 2020 rozpoczęły się warte niemal 8 mln zł prace nad modernizacją oranżerii, mające trwać do jesieni 2021. Opóźnienie w realizacji inwestycji nowej rotundy przyczyniło się do osłabienia i uschnięcia eksponowanego okazu palmy, którą jesienią 2021 przeznaczono do wycięcia, co nastąpiło 2 grudnia 2021. W październiku 2021 Zarząd Dzielnicy Oliwa złożył zawiadomienie do prokuratury w sprawie obumarcia 180–letniego daktylowca w Parku Oliwskim; w listopadzie tegoż roku zawiadomienie w tej sprawie złożył również Pomorski Wojewódzki Konserwator Zabytków Igor Strzok. 19 marca 2022, z niemal pięcioletnim opóźnieniem, przebudowana Palmiarnia z trzema nowymi daktylowcami została otwarta. W wydarzeniu wzięli udział Prezydent Gdańska Aleksandra Dulkiewicz wraz z zastępcami Alanem Aleksandrowiczem i Piotrem Grzelakiem.